# The Kiffness
Девід Скотт, також відомий під псевдонімом The Kiffness (нар. 11 лютого 1988 року) — південноафриканський музикант, продюсер та артист пародій, засновник та соліст гурту The Kiffness.

## Ранні роки життя та кар'єра
2004 року Скотт був членом молодіжного хору Квазулу-Натал. Музикант здобув освіту в школі Майклхауз  і вступив до Вітватерсрандського університету щоб вивчати медицину. Однак він покинув навчання в цьому університеті і розпочав вивчення музики та філософії в Університеті Родса, працюючи ді-джеєм та граючи в джазовому гурті. 2013 року він випустив свій перший синґл «Where are You Going?» із Метью Ґолдом, який увійшов до рейтинґу  5FM  Top 40. Їх альбом «Kiff» був номінований на 21-й Південноафриканській музичній премії 2015 року і знову 2017 року. Зазвичай він виступає в спеціальному костюмі з квітами, який він виготовив власноруч у місті Хайан, що у В'єтнамі, з матеріалів, вибраних його дружиною та ним самим, оскільки це нагадувало йому штори, які були у його бабусі.
Скотт створює сатиричні пісні, які здебільшого спрямовані на політичні проблеми Південної Африки. 2017 року він випустив пісню під назвою «White Privilege» як спробу зробити білих південноафриканців більш соціально обізнаними. 2018 року він зняв відео на свою пісню мовою африкаанс «Pragtig Meisie» із зображенням обличчя африканера співака-націоналіста Стіва Хофмейра на надувній ляльці.
Наприкінці 2020 року він співпрацював з турецьким музикантом Білалом Ґьореґеном над створенням реміксу «Ievan polkka», який став вірусним на YouTube. 2021 року він створив пісню, пародіюючи роботу Міріам Макеба «The Click Song», із допомогою якої намагався допомогти людям вимовляти нові назви міста Порт-Елізабет, King William's Town та Maclear після того, як уряд Південної Африки змінив їх.

## Активізм
Під час російського вторгнення в Україну підтримав Україну, зокрема зробив ремікс на українську народну пісню «Ой у лузі червона калина» у виконанні фронтмена гурту Бумбокс Андрія Хливнюка. Він також додав, що дохід від цього відео буде переданий на гуманітарну допомогу для Збройних Сил України.